# دافيد بيتوني
دافيد بيتوني (بالفرنسية: David Bettoni) هو لاعب كرة قدم فرنسي محترف ومدرب سابق، عمل كمدرب مساعد لزين الدين زيدان في ريال مدريد.و يعمل الآن كمدرب لفريق النادي الافريقي التونسي.

## مسيرته الإدارية
التقى بيتوني لأول مرة مع زيدان عندما كانا يلعبان مع فريق الشباب في كان.
تمت دعوة بيتوني في ريال مدريد للعمل ككشاف في عام 2013، لتحديد المواهب الشابة المثيرة. قبل الهبوط في مدريد، كان مسؤولاً عن نظام جلب اللاعبين الشباب إلى كان.
انضم بيتوني إلى الجهاز الفني لصديقه، عندما تم تعيين زيدان كمدرب رئيسي لريال مدريد كاستيا في صيف 2014.
في وقت لاحق، تبع بيتوني زيدان، عندما تولى الأخير تدريب ريال مدريد. ومع ذلك، أكد النادي لاحقًا أن بيتوني لم يكن مساعدًا للمدرب، ولكنه عضو في الفريق الفني الذي يخدم الفريق الأول ويساعد المدرب الرئيسي.
في 23 يناير 2021، أدار بيتوني الفريق في الفوز 4–1 خارج أرضه على ألافيس بعد أن ثبتت إصابة المدرب زين الدين زيدان بفيروس كورونا 2019.
تعاقد سنة 2024 مع نادي الافريقي ليصبح مدربه الرسمي

## وصلات خارجية
لا توجد روابط لمواقع التواصل الاجتماعي.

- دافيد بيتوني على موقع رابطة كرة القدم الفرنسية للمحترفين (الإنجليزية)
- دافيد بيتوني على موقع قاعدة بيانات كرة القدم.إي يو (الإنجليزية)
- دافيد بيتوني على موقع ليكيب (الفرنسية)
- دافيد بيتوني على موقع عالم كرة القدم.نت (الإنجليزية)